# Alda Costa
Alda Costa (Ferrara, 26 gener 1876 - Copparo, 30 abril 1944) va ser una mestra italiana víctima de la repressió feixista.

## Biografia
Filla de Vincenzo Costa i Caterina Zaballi, es va graduar com a mestra d'escola primària i va començar la seva feina docent el 1899. El 1907 es va afiliar a la Federació del PSI de Ferrara. Va col·laborar en la publicació de Pensiero socialista, portaveu oficial de l'ala reformista del partit. El 1913 va fundar el diari de Ferrara, Bandiera socialista, l'òrgan del Partit Socialista.
El 26 de novembre de 1916, durant la Primera Guerra Mundial, en el congrés regional del partit celebrat a Bolonya, va ser nomenada responsable de la propaganda pacifista i de l'organització femenina del partit a la província de Ferrara. En aquell context va afirmar: «l'escola representa el mitjà més adequat per formar les consciències de les classes treballadores, per tant, les administracions municipals han de desenvolupar unes condicions de vida adequades al voltant de l'escola per treure-la de la influència dels partits i mantenir-la en la direcció laica més absoluta». Aquell fet va motivar que el 1917 la policia efectués diversos  registres a casa seva, en ser considerada una «subversiva perillosa, candidata a l'internament».
Malgrat tot, va continuar la lluita contra el feixisme, fins i tot després de la Marxa sobre Roma del 28 octubre 1922 amb l'ascensió al poder de Benito Mussolini.
Després de la segona escissió del PSI, que va donar pas al naixement al Partit Socialista Unitari, amb Giacomo Matteotti com a secretari, Alda Costa va organitzar nombroses reunions clandestines i va ajudar els presos polítics.
El 1926, es va negar a jurar lleialtat al règim feixista i aquell el mateix any en un escorcoll a casa seva hi van trobar el retrat de Matteotti. Aquells dos episodis van proporcionar al consell municipal l'excusa perfecta per acomiadar-la del magisteri, però l'advocat Mario Cavallari en va assumir l'assistència jurídica i va obtenir l'anul·lació de la disposició del Consell d'Estat.
Després d' haver-se traslladat a Milà, va ser arrestada i confinada durant cinc anys a les illes Tremiti i després a Corleto Perticara, un poble  de la Basilicata.
Un cop aixecat el confinament, va tornar a Ferrara amb la salut molt malmesa per les dures condicions de vida a què havia estat sotmesa. Apartada de l'escola pública, es va haver de dedicar a l'ensenyament privat.
Va intentar recuperar el contacte amb els seus camarades i va aconseguir reunir els antifeixistes, fins que va ser arrestada per la policia política OVRA. Va tornar a la presó, aquesta vegada, condemnada a pa i aigua durant un mes i sotmesa a durs interrogatoris i maltractaments, que no van aconseguir fer-li revelar els noms dels seus companys socialistes.
El 25 de juliol de 1943 va ser alliberada, però va tornar a ser arrestada la nit del 15 novembre 1943 i traslladada a la presó de Copparo. Estava ja molt malalta de leucèmia i va ser ingressada a l'hospital local on va morir el 30 d'abril de 1944. Abans de morir, va deixar un missatge al magistrat i al director de les presons de Copparo, Antonio Buono, que l'havia ajudat a entregar a un company  socialista una llista de noms per reconstruir les files del partit: «Digueu als meus camarades que he romàs fidel als meus ideals» .

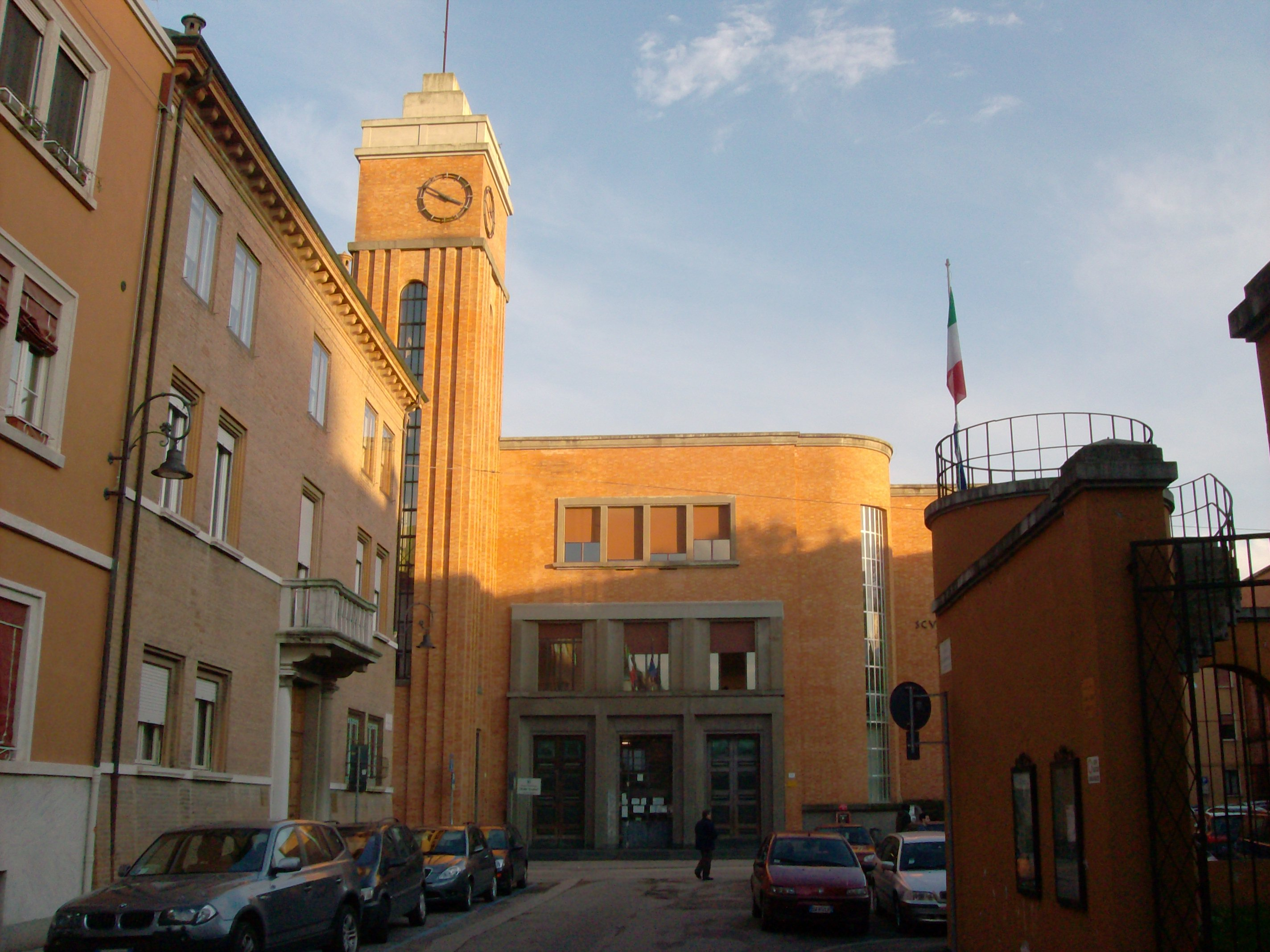
Escola primària que porta el seu nom, a Ferrara

El funeral d'Alda Costa es va celebrar l'1 de maig, a primera hora, amb gran secretisme. Per ordre de la prefectura, ningú no hi va poder assistir, «per no pertorbar l'ordre públic». Les finestres es van mantenir tancades i un gran nombre de policies va patrullar per la ciutat. Només el director de la presó i el rector de la parròquia van poder acompanyar el cotxe fúnebre fins al cementiri.

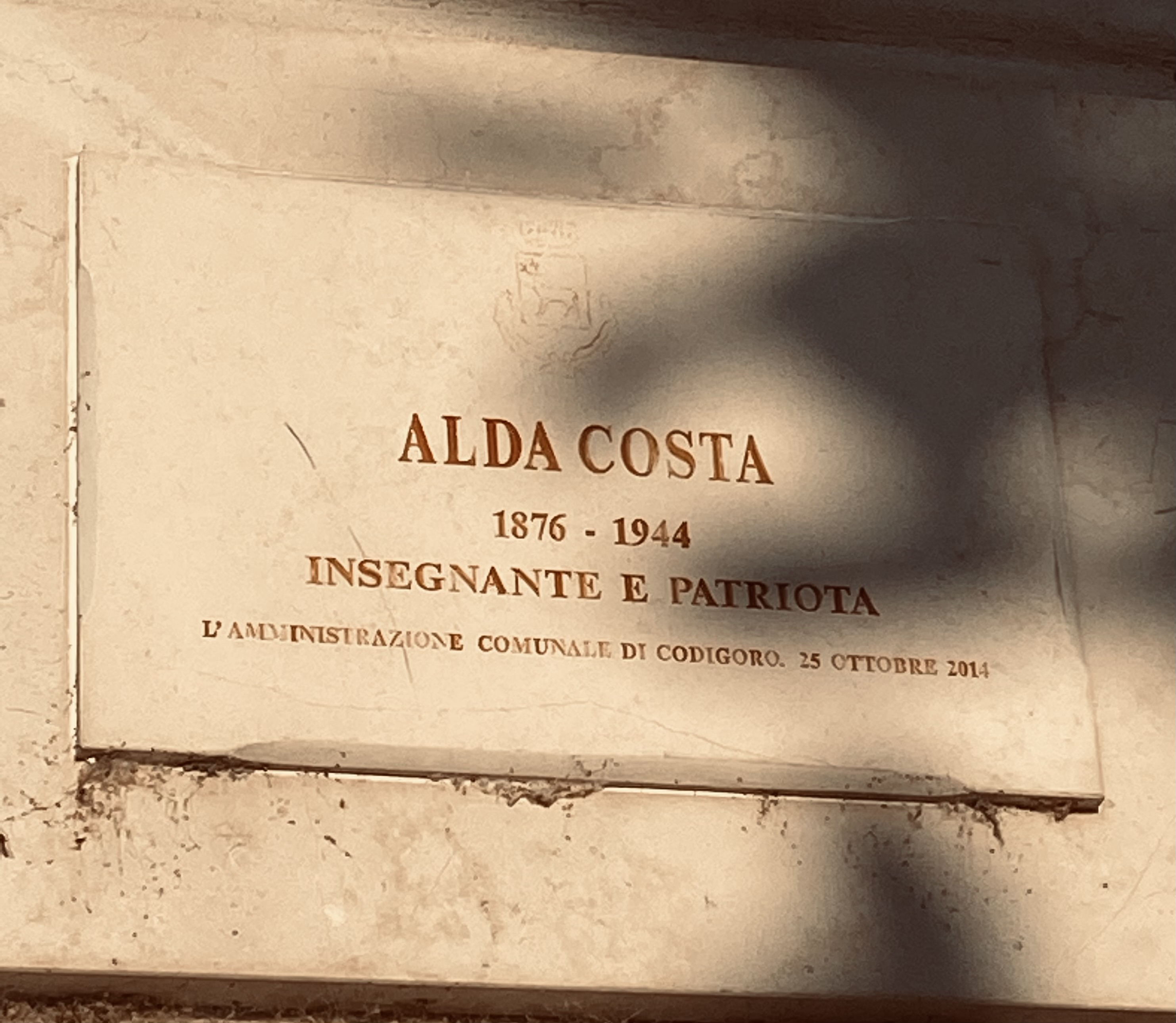
Una placa commemorativa d'Alda Costa es troba a l'edifici que porta el seu nom, a Via Riviera Felice Cavallotti 3, Codigoro (Ferrara).

### Reconeixements
Una escola de primària de Ferrara i l'escola de Vigarano Mainarda porten el seu nom.
El 16 de novembre de 2006, les seves restes van ser traslladades al Santuari dels Caiguts per la Llibertat a la Certosa di Ferrara .
El 25 d'octubre de 2014, l'Ajuntament de Codigoro (FE), a proposta de l'aleshores alcaldessa Rita Cinti Luciani, va donar el seu nom a una ala de l'antic edifici de l'escola primària reformat, per ser utilitzada com a arxiu municipal històric i iconogràfic, precisament per indicar que el passat no s'ha d'oblidar.